# 蘇福克縣 (紐約州)
蘇福克郡（英語：Suffolk County）是美国纽约州的一個郡，位於長島東部，北向長島海灣，南面大西洋，西接拿騷郡，是紐約州與紐約大都會區最東邊的郡，面積6,146平方公里。根據2020年美國人口普查，共有人口152萬5,920人。縣治河頭鎮。該縣成立於1683年，是該州最早的十二個縣之一。縣名紀念英国的薩福克。

## 地理
萨福克县位于长岛东部，占该岛约三分之二的面积，其西邻是拿骚县。长岛最东端的南北两个半岛分别被称为北叉和南叉，它們将佩孔尼克湾与大西洋隔开。佩科尼克湾以东，越过設爾特島的海湾，则称作加德纳斯湾。萨福克县的北端，则是长岛海湾，其南端面向大西洋。
萨福克县东南端的南叉半岛上的汉普顿地区的海滩是美国东北部历史上有名的避暑胜地，也是美国最贵的住宅地所在。